# Покатиловський сільський округ
Покати́ловський сільський округ (каз. Покатилов ауылдық округі, рос. Покатиловский сельский округ) — адміністративна одиниця у складі Теректинського району Західноказахстанської області Казахстану. Адміністративний центр та єдиний населений пункт — село Покатиловка.
Населення — 961 особа (2021; 996 у 2009, 1543 у 1999, 1625 у 1989).
Станом на 1989 рік існувала Покатиловська сільська рада (села Кірова, Покатиловка, Таран). Село Таран ліквідовано 2007 року.

## Склад
До складу округу входять такі населені пункти:
| Населений пункт   | Старі назви | Населення, осіб (1989) | Населення, осіб (1999) | Населення, осіб (2009) | Населення, осіб (2021) |
| ----------------- | ----------- | ---------------------- | ---------------------- | ---------------------- | ---------------------- |
| Кірова, село      | Кірово      | 27                     | -                      | -                      | -                      |
| Покатиловка, село | -           | 1540                   | 1516                   | 996                    | 961                    |
| Таран, село       | -           | 58                     | 27                     | -                      | -                      |